# Prezidentský pohár AFC
Prezidentský pohár AFC (anglicky: AFC President's Cup) byla každý rok konající se fotbalová soutěž pořádaná asijskou konfederací AFC pro kluby z méně kvalitních asijských soutěží. Soutěž vznikla v roce 2004. V roce 2014 byla soutěž sloučena s Pohárem AFC.
Prezidentského poháru AFC se neúčastnily týmy ze všech členských zemí AFC, ale pouze kluby z lig, které nesplňovaly kritéria stanovená AFC. Plnění kritérií se bodově ohodnotí a AFC každoročně podle nich sestavuje žebříček. Nejhorší federace v žebříčku se zúčastňovaly právě Prezidentského poháru.

## Jednotlivé finále
Zdroj: 
| Sezóna           | Stadion                         | Vítěz                     | Skóre          | Finalista               |
| ---------------- | ------------------------------- | ------------------------- | -------------- | ----------------------- |
| 2005 Podrobnosti | Dasarath Stadium, Káthmándú     | FK Regar-TadAZ Tursunzoda | 3:0            | FK Dordoj Biškek        |
| 2006 Podrobnosti | Sarawak Stadium, Kuching        | FK Dordoj Biškek          | 2:1 prodl.     | FK Vaxş Qurghonteppa    |
| 2007 Podrobnosti | Punjab Stadium, Láhaur          | FK Dordoj Biškek          | 2:1            | Mahendra Police Club    |
| 2008 Podrobnosti | Dolen Omurzakov Stadium, Biškek | FK Regar-TadAZ Tursunzoda | 1:1 (4:3 pen.) | FK Dordoj Biškek        |
| 2009 Podrobnosti | TALCO Arena, Tursunzoda         | FK Regar-TadAZ Tursunzoda | 2:0            | FK Dordoj Biškek        |
| 2010 Podrobnosti | Thuwunna Stadium, Rangún        | Yadanarbon FC             | 1:0 prodl.     | FK Dordoj Biškek        |
| 2011 Podrobnosti | Národní stadion, Kao-siung      | Taiwan Power Company FC   | 3:2            | Phnom Penh Crown FC     |
| 2012 Podrobnosti | Pamir Stadium, Dušanbe          | FK Istiklol Dušanbe       | 2:1            | Markaz Shabab Al-Am’ari |
| 2013 Podrobnosti | Hang Jebat Stadium, Krubong     | Balkan FK                 | 1:0            | KRL FC                  |
| 2014 Podrobnosti | Sugathadasa Stadium, Kolombo    | HTTU Aşgabat              | 2:1            | Rimyongsu SC            |

## Kluby podle počtu účastí ve finále
Zdroj: 
| Klub                          | Vítězství | První finálové vítězství | Poslední finálové vítězství | Finalista | Poslední finálová prohra | Celková finálová účast |
| ----------------------------- | --------- | ------------------------ | --------------------------- | --------- | ------------------------ | ---------------------- |
| FK Regar-TadAZ Tursunzoda     | 3         | 2005                     | 2009                        | 0         | –                        | 3                      |
| FK Dordoj Biškek              | 2         | 2006                     | 2007                        | 4         | 2010                     | 6                      |
| Yadanarbon FC                 | 1         | 2010                     | 2010                        | 0         | –                        | 1                      |
| Taiwan Power Company FC       | 1         | 2011                     | 2011                        | 0         | –                        | 1                      |
| FK Istiklol Dušanbe           | 1         | 2012                     | 2012                        | 0         | –                        | 1                      |
| Balkan FK                     | 1         | 2013                     | 2013                        | 0         | –                        | 1                      |
| HTTU Aşgabat                  | 1         | 2014                     | 2014                        | 0         | –                        | 1                      |
| FK Vaxş Qurghonteppa          | 0         |                          |                             | 1         | 2006                     | 1                      |
| Mahendra Police Club          | 0         |                          |                             | 1         | 2007                     | 1                      |
| Phnom Penh Crown FC           | 0         |                          |                             | 1         | 2011                     | 1                      |
| Markaz Shabab Al-Am’ari       | 0         |                          |                             | 1         | 2012                     | 1                      |
| Khan Research Laboratories FC | 0         |                          |                             | 1         | 2013                     | 1                      |
| Rimyongsu SC                  | 0         |                          |                             | 1         | 2014                     | 1                      |

## Federace podle počtu účastí ve finále
Zdroj: 
| Federace        | Vítězství | První finálové vítězství | Poslední finálové vítězství | Finalista | Poslední finálová prohra | Celková finálová účast |
| --------------- | --------- | ------------------------ | --------------------------- | --------- | ------------------------ | ---------------------- |
| Tádžikistán     | 4         | 2005                     | 2012                        | 1         | 2006                     | 5                      |
| Kyrgyzstán      | 2         | 2006                     | 2007                        | 4         | 2010                     | 6                      |
| Turkmenistán    | 2         | 2013                     | 2014                        | 0         | –                        | 2                      |
| Myanmar (Barma) | 1         | 2010                     | 2010                        | 0         | –                        | 1                      |
| Tchaj-wan       | 1         | 2011                     | 2011                        | 0         | –                        | 1                      |
| Nepál           | 0         |                          |                             | 1         | 2007                     | 1                      |
| Kambodža        | 0         |                          |                             | 1         | 2011                     | 1                      |
| Palestina       | 0         |                          |                             | 1         | 2012                     | 1                      |
| Pákistán        | 0         |                          |                             | 1         | 2013                     | 1                      |
| Severní Korea   | 0         |                          |                             | 1         | 2014                     | 1                      |